# کینلون، نیوجرسی
کینلون (به انگلیسی: Kinnelon) شهری در ایالت نیوجرسی کشور ایالات متحده آمریکا است که جمعیت آن در سرشماری سال ۲۰۱۰ میلادی، ۱۰٬۲۴۸ نفر بوده‌است.